# Gočaltovo
Gočaltovo é um município da Eslováquia, situado no distrito de Rožňava, na região de Košice. Tem 10,68 km² de área e sua população em 2018 foi estimada em 232 habitantes.

## Demografia
| Ano:        | 1994 | 2004   | 2014   | 2024    |
| ----------- | ---- | ------ | ------ | ------- |
| Broj ljudi: | 270  | 249    | 246    | 209     |
| Razlika:    |      | -7,77% | -1,20% | -15,04% |

| Ano:               | 2023 | 2024   |
| ------------------ | ---- | ------ |
| Número de pessoas: | 218  | 209    |
| Diferença:         |      | -4,12% |